# Gran Enciclopèdia de Mallorca
La Gran Enciclopèdia de Mallorca és una enciclopèdia dedicada a Mallorca i la primera obra d'aquest tipus. A l'inici era publicada com un suplement als diaris Ultima Hora i Diari de Balears, iniciada per Pere Antoni Serra Bauzà.
Fou començada a editar el 1988. Es publicà el darrer volum amb la segona part de l'apèndix i l'índex el 1991. En principi, idò, l'obra constava de 19 volums i 28.082 veus i més de 20.000 fotografies. Un segon apèndix sortí a la llum amb unes 3.000 entrades més i encara un tercer, l'any 2004 (volum 24). Actualment, amb els tres apèndixs, consta d'unes 34.000 veus. Els volums 20, 21, i 22 constitueixen l'Atles de la Gran Enciclopèdia de Mallorca, el 25 l'Atles d'història. És editada per la societat Promomallorca, patrocinada pel Consell Insular de Mallorca i dirigida per Miquel Dolç i Dolç. A la seva màxima expansió va tenir uns cinquanta col·laboradors completats d'especialistes.
L'enciclopèdia ha tengut quatre directors: Ferran Aguiló (1987-1991), Lourdes Mazaira (1991-1992), Pere Fullana Puigserver (1992-1999) i Margalida Tur (1999-2005).